# Leesburg, Ohio
Leesburg är en by i Highland County i den amerikanska delstaten Ohio med en yta av 2,1 km² och en folkmängd som uppgick till 1 314 invånare år 2010.